# Хумархъ
Хумархъ (Хумаърхъ, Кумара) (на китайски: 呼玛河) е река в Североизточен Китай, в провинция Хъйлундзян, десен приток на Амур. С дължина 435 km и площ на водосборния басейн около 23 900 km² река Хумархъ води началото си на 1042 m н.в. от източния склон на хребета Джидзичаншан (в северната част на планината Голям Хинган). В горното си течение тече на югоизток и север, в средното – на изток, а в долното – на югоизток, като по цялото си протежение тече през нископланински и хълмисти местности в силно залесена с тайга долина. Влива се отдясно в река Амур, на границата с Русия, на 159 m н.в., на около 10 km южно от град Хума. Има два основни десни притока: Исаръхъ и Тахахъ. Подхранването ѝ е предимно дъждовно, с ясно изразено лятно пълноводие и зимно маловодие. През зимата на отделни по-плитки участъци замръзва до дъно. Средният годишен отток на реката е около 130 m³/s. Водите ѝ основно се използват за транспортиране на необработен дървен материал. Долината ѝ е много слабо населена, като най-големите селища са малките градове Бишуй, Шибасжан, Синхуа.